# Мисливський будинок короля Яна ІІІ Собєського

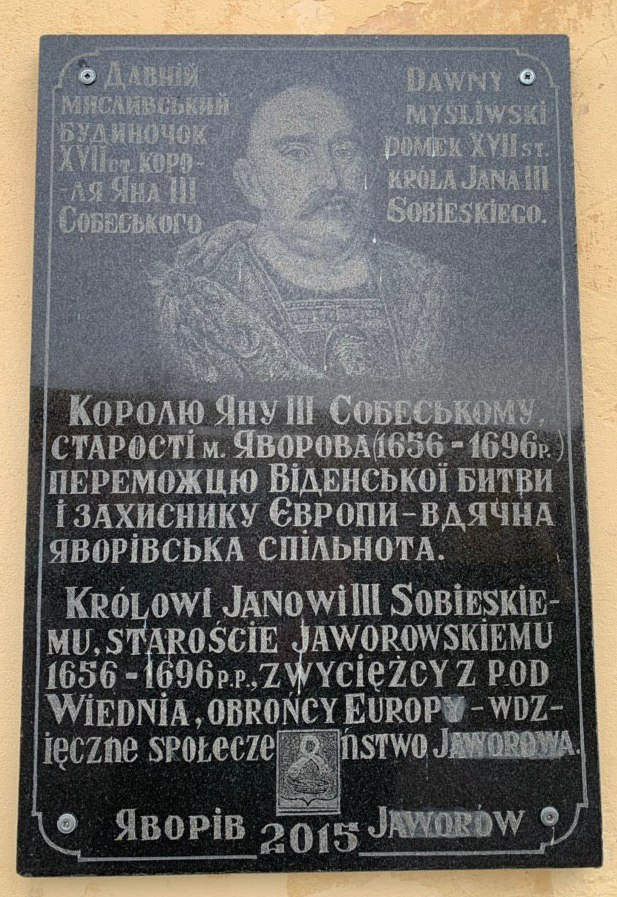
Пам'ятний меморіал Яна III Собєського

Мисливський будинок короля Яна III Собєського — пам'ятка історії та архітектури в місті Яворові Львівської області. Зі всього ансамблю дотепер залишилось декілька господарських будинків, які після численних реконструкція використовують з господарською метою.

## Історія
Яворів був однією з найбагатших у країні земель корони, у 1639 році подарований Якубу Собєському, воєводі Руському, з правом успадкування до третього покоління. Після його смерті в 1647 році його перейняв молодший син Ян, пізніше король Ян III. Ян Собеський народився він 17 серпня 1629 року в Олеському замку і більшу частину своєї молодості провів при французькому дворі, де навчився витончених манер. Молодий хорунжий закохався в красиву пані Замойську, невдовзі одружився і був ціле життя до безтями відданий їй.
У 1647 році яворівським старостою стає Ян Собєський — майбутній король Речі Посполитої.
Староста переніс свою резиденцію з Жовкви до Яворова. Значну увагу майбутній король приділив облаштуванню нової резиденції — місто оточують земляні вали, а замок, про який уперше згадується в літописах 1495 року, укріплено бастіонами і водним ровом, власними руками засадив довгу липову алею, побудував лазні закладається європейський парк. На острові підзамкового ставу збудував літній палац з вежею, влаштував житлові кімнати, організував придворну капелу.
У 1667 році Ян Собєський стає коронним гетьманом, а у 1674 році його було обрано королем Речі Посполитої. Великі урочистості відбулися в Яворові 15 червня 1678 року з нагоди хрещення в місцевому парафіяльному костелі королевича Олександра. Сьогодні у храмі знаходиться свідок цих подій — образ святої Анни, відреставрований краківськими майстрами і повернений костелу святих апостолів Петра і Павла як історична цінність. З цього часу Яворів стає одним з важливих центрів політичного життя польської держави. У місто прибували для переговорів правителі і посли різних країн, відбувалися урочисті королівські церемонії, у замку містився королівський монетний двір. Історики описують, що в час правління Собєського здавалося, що столицю Речі Посполитої перенесли з Варшави до Яворова. Яворів був улюбленим місцем проживання Яна III Собєського після того як він став королем. Тут монарх, у 1675 році, уклав таємний союз з Францією, згідно з якої Людовик XIV виділив Яну III Собєському значні суми, аби він пішов війною на Бранденбург та Австрію, а в 1676 році він приїхав сюди під час підготовки до війни з турками.
У цей час згадує про місто і про яворівський замок Ульріх фон Вердум, секретар аббата де Польм'є:
|  | «Довкруги нього вали. Чудовий дерев'яний будинок, покритий гонтами, в якому 4 кімнати з гданськими вікнами, двері столярної роботи, оздоблені позолоченими штуками. Підлога в одній кімнаті мармурова, в другій — гданська полірована — їдальня — це внизу. Нагорі в будинку зал, в якому 8 вікон, на розі мурована скарбниця. До замку є брама на підгородді, а на ній мале приміщення з кімнатами, а на розі башта. Артилерія замку — власна його милості пана старости, а не староства. Гармат бронзових — 4, залізних — 2. Є Синагога, яку заложив Собєський. Вона була збудована з дерева, але в певному стилі і чудово виглядала» |

Саме тут король Ян III Собєський приймав послів іноземних держав, які приїхали привітати його з великою перемогою над турками під Віднем 1683 року. В останнє король побував у свої резиденції 1691 році перед смертю.

## Короткий опис замку
Маленький дерев'яний замок був розширений, прикрашений і оточений парком, та став королівською літньою резиденцією. Королівський замок був збудований в останню чверть XVI століття та зруйнований наприкінці XVII століття.
Залишки одного з мисливських павільйонів, перетворених у садибу Дембицьких, зберігалися ще до другої світової війни. Під час будівництва на замковому подвір'ї кипіла робота. Сотні ремісників працювали над приведенням до належного стану будівель. Збудовано поверх над головним житловим будинком, привезено коштовні меблі, оббивки, килими, картини тощо із Жовкви; зміцнено укріплення; замок було озброєно власною артилерією Собєського.
У період правління Яна Собеського підземний хід пролягав від королівської резиденції до Малого Передмістя Яворова. Підземелля існує й досі, а вхід до нього розташований на сучасному подвір’ї церкви Різдва Пресвятої Богородиці, висота — до 2 м, муроване з каменю та цегли, з численними нішами з обох боків. Існує легенда, що у підземеллі заховані королівські скарби. Ян Собєський був настільки заможним, що позичив державній скарбниці 3 млн. золотих, за що отримав у заставу історичні коштовності Речі Посполитої. Ті коштовності він зберігав у Яворівському замку. Після смерті короля його слуги заховали скарби у підземеллях Яворова.

## Світлини

Сучасний стан давнього Мисливського будинку короля Яна III Собєського
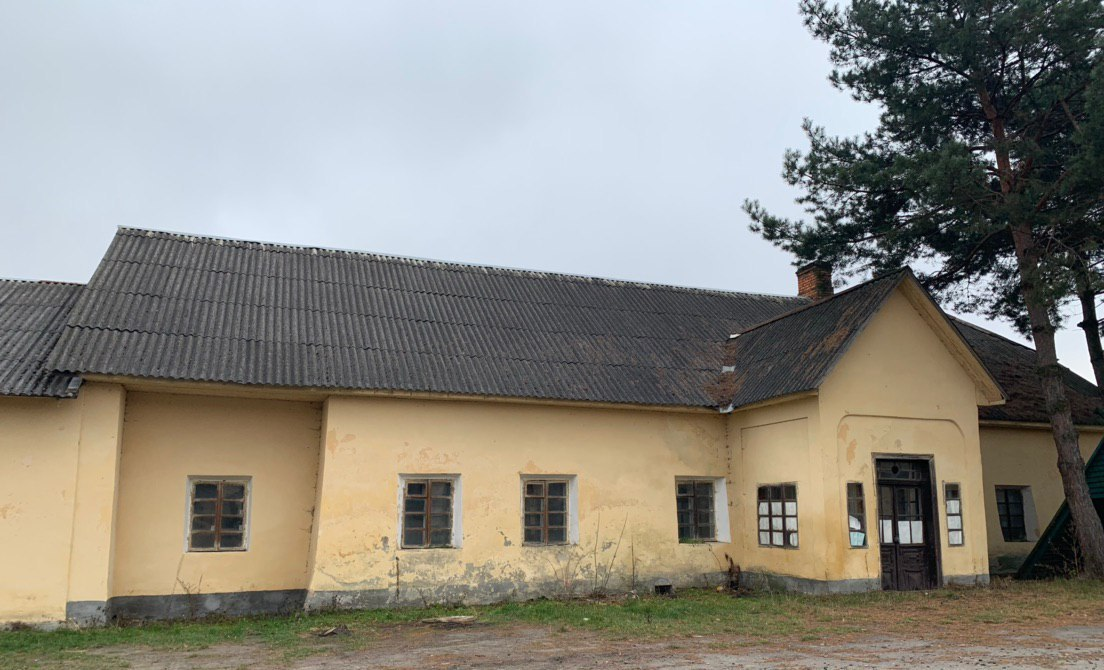
Давній мисливський будинок Яна III Собєського
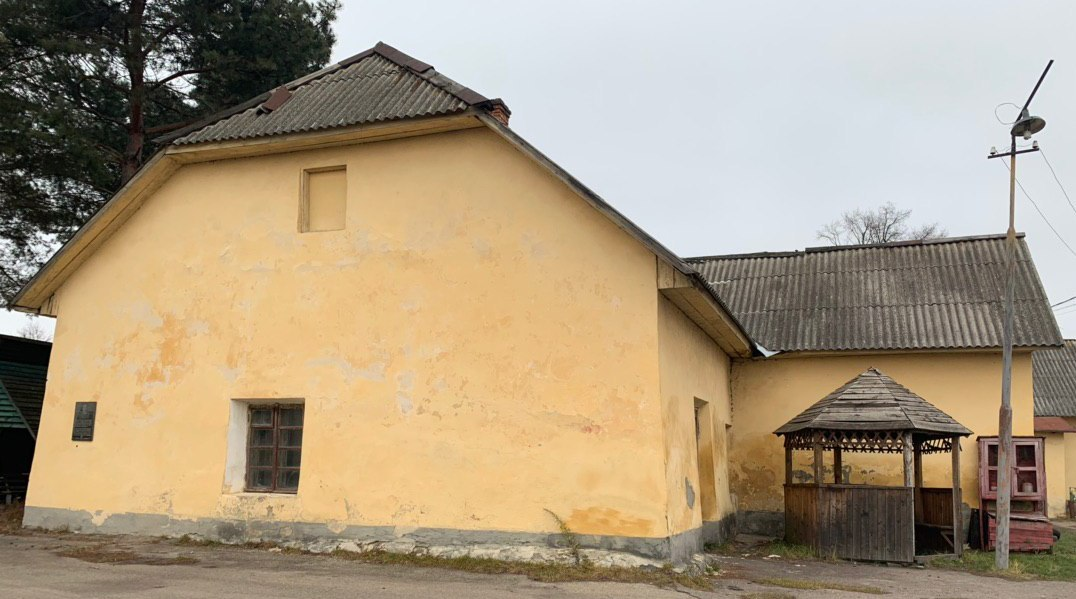
Бічний вигляд Мисливського будинку
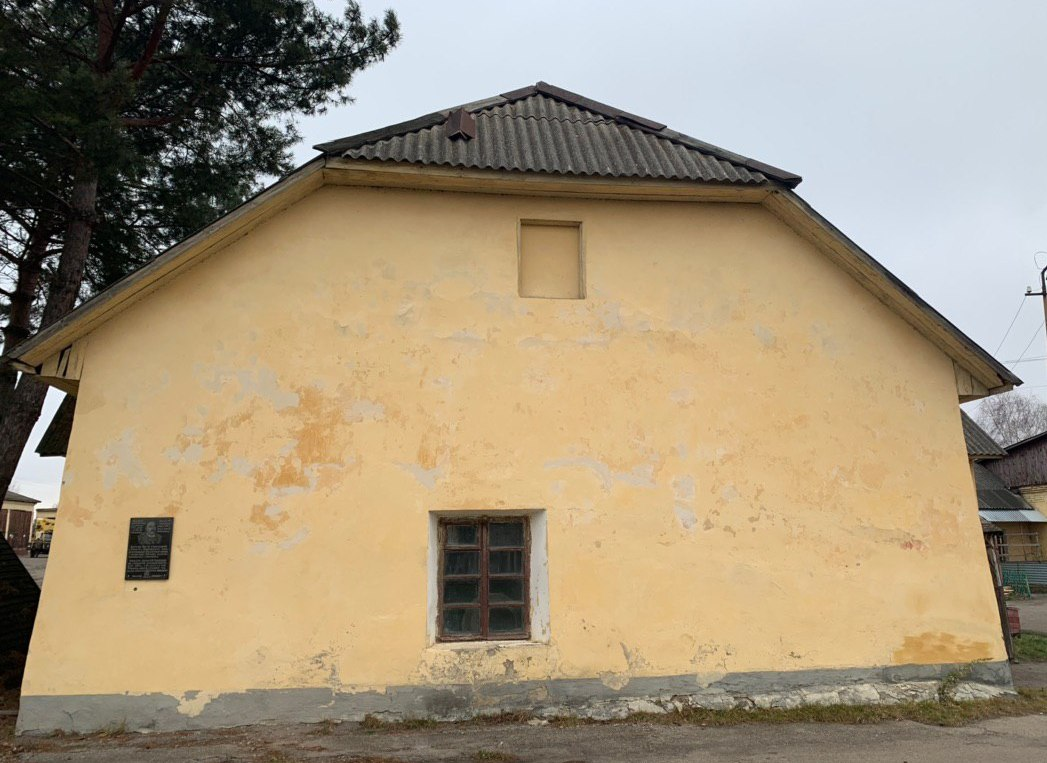
Пам'ятна таблиця Мисливського замку Яна III Собєського